# Maiquinique
Maiquinique este un oraș în statul Bahia (BA) din Brazilia.